# Microregione di Médio Parnaíba Piauiense
Médio Parnaíba Piauiense è una microregione del Piauí in Brasile, appartenente alla mesoregione di Centro-Norte Piauiense.
È una suddivisione creata puramente per fini statistici, pertanto non è un'entità politica o amministrativa.

## Comuni
È suddivisa in 17 comuni:
- Agricolândia
- Água Branca
- Amarante
- Angical do Piauí
- Arraial
- Barro Duro
- Francisco Ayres
- Hugo Napoleão
- Jardim do Mulato
- Lagoinha do Piauí
- Olho d'Água do Piauí
- Palmeirais
- Passagem Franca do Piauí
- Regeneração
- Santo Antônio dos Milagres
- São Gonçalo do Piauí
- São Pedro do Piauí